# Lost Luggage
Lost Luggage est un jeu vidéo d'action développé et commercialisé en 1982 par le studio texan Games by Apollo pour l'Atari 2600. Le joueur y contrôle des porteurs qui travaillent dans un aéroport et qui doivent collecter des bagages qui tombent d'un carrousel qui s'emballe.  Il est aussi possible de jouer à deux ; dans ce cas le second joueur contrôle la direction de la chute tandis que le premier doit essayer de le rattraper. 
L'inspiration d'Ed Salvo, qui a programmé ce jeu, lui est venu lors de l'attente de ses effets personnels à l'aéroport international de Dallas-Fort Worth. Il lui faut quatre semaines pour le créer. Un jingle publicitaire de quatre minutes est enregistré pour le jeu, mais jamais utilisé. 
Les testeurs critiquèrent le jeu pour sa trop grande ressemblance avec Kaboom! d'Activision, dont il ne serait, selon eux, qu'un clone raté. 
Peu après la sortie de Lost Luggage, Games by Apollo fait faillite et arrête ses activités.